# 寶龍
寶龍（日语： PAOLON */?）是日本職棒中日龍的第三隻吉祥物，以龍為原型的角色。名稱的由來是以中文「寶龍」的發音命名。

## 外觀特徵
以吉祥物小龍為基礎設計，但與小龍不同，皮膚是粉紅色，胳膊和腿很短，背部很小，身體是圓形的，尾巴和腿都很小，眼睛設計也略有不同，頭上長有白髮。儘管性別未知，但幾乎被認為是女孩子角色，例如被粉絲和團隊稱為「小寶」。因其可愛、療癒的外觀和行為而非常受歡迎。
初登場設定為小龍的妹妹，但之後又有朋友關係的設定。在《中日龍70年史》一書中，提及雙方同時有亦妹亦友的神祕不可思議關係。
平常穿著普通制服，但夏季「浴衣日」會穿著浴衣。背號為2000號，是因為2000年開始活動。是中日龍隊唯一未更換背號的吉祥物。
由於四肢短小和身體圓潤，球員和他隊吉祥物可能故意將寶龍推倒並滾動，因為寶龍跌倒時自己很難再站起來。特別是北海道日本火腿鬥士的BB熊對此有強烈傾向，並宣稱每年交流戰都會進行「滾動寶龍」（パオロンコロコロ）。